# NHL 1993/94
Die NHL-Saison 1993/94 war die 77. Spielzeit in der National Hockey League. 26 Teams spielten jeweils 84 Spiele. Den Stanley Cup gewannen die New York Rangers nach einem 4:3-Erfolg in der Finalserie gegen die Vancouver Canucks. New Yorks Verteidiger Brian Leetch wurde als erster US-Amerikaner zum Playoff-MVP gekürt.
Die neu in die Liga aufgenommenen Teams der Mighty Ducks of Anaheim und Florida Panthers spielten ihre erste Saison. Die Minnesota North Stars waren nach Dallas, Texas transferiert worden und spielten nun unter dem Namen Dallas Stars.
Außerdem waren die Bezeichnungen für die Conferences und die Divisions geändert worden: Gespielt wurde nunmehr in der Eastern Conference und der Western Conference (bis dahin: Wales Conference und Campbell Conference). Die Eastern Conference wurde unterteilt in die Northeast Division und die Atlantic Division, die Western Conference in die Central Division und die Pacific Division, die die bisherigen Bezeichnungen für die Divisions (Adams, Patrick, Norris und Smythe) ablösten. Man passte sich damit der Terminologie anderer Sportarten (z. B. der NBA) an. Auch das Playoff-System wurde modifiziert. Von nun an qualifizierten sich die besten acht Teams jeder Conference für die Endrunde.

## Reguläre Saison

### Abschlusstabellen
Abkürzungen: GP = Spiele, W = Siege, L = Niederlagen, T = Unentschieden nach Overtime, GF = Erzielte Tore, GA = Gegentore, Pts = Punkte

Erläuterungen: In Klammern befindet sich die Platzierung innerhalb der Conference;       = Playoff-Qualifikation,       = Divisions-Sieger,       = Conference-Sieger,       = Presidents’-Trophy-Gewinner

#### Eastern Conference
| Atlantic Division        | GP | W  | L  | T  | GF  | GA  | Pts |
| ------------------------ | -- | -- | -- | -- | --- | --- | --- |
| New York Rangers (1)     | 84 | 52 | 24 | 8  | 299 | 231 | 112 |
| New Jersey Devils (2)    | 84 | 47 | 25 | 12 | 306 | 220 | 106 |
| Washington Capitals (7)  | 84 | 39 | 35 | 10 | 277 | 263 | 88  |
| New York Islanders (8)   | 84 | 36 | 36 | 12 | 282 | 264 | 84  |
| Florida Panthers (9)     | 84 | 33 | 34 | 17 | 233 | 233 | 83  |
| Philadelphia Flyers (10) | 84 | 35 | 39 | 10 | 294 | 314 | 80  |
| Tampa Bay Lightning (12) | 84 | 30 | 43 | 11 | 224 | 251 | 71  |

| Northeast Division      | GP | W  | L  | T  | GF  | GA  | Pts |
| ----------------------- | -- | -- | -- | -- | --- | --- | --- |
| Pittsburgh Penguins (3) | 84 | 44 | 27 | 13 | 299 | 285 | 101 |
| Boston Bruins (4)       | 84 | 42 | 29 | 13 | 289 | 252 | 97  |
| Montréal Canadiens (5)  | 84 | 41 | 29 | 14 | 283 | 248 | 96  |
| Buffalo Sabres (6)      | 84 | 43 | 32 | 9  | 282 | 218 | 95  |
| Québec Nordiques (11)   | 84 | 34 | 42 | 8  | 277 | 292 | 76  |
| Hartford Whalers (13)   | 84 | 27 | 48 | 9  | 227 | 288 | 63  |
| Ottawa Senators (14)    | 84 | 14 | 61 | 9  | 201 | 397 | 37  |

#### Western Conference
| Central Division        | GP | W  | L  | T  | GF  | GA  | Pts |
| ----------------------- | -- | -- | -- | -- | --- | --- | --- |
| Detroit Red Wings (1)   | 84 | 46 | 30 | 8  | 356 | 275 | 100 |
| Toronto Maple Leafs (2) | 84 | 43 | 29 | 12 | 280 | 243 | 98  |
| Dallas Stars (4)        | 84 | 42 | 29 | 13 | 286 | 256 | 97  |
| St. Louis Blues (5)     | 84 | 40 | 33 | 11 | 270 | 283 | 91  |
| Chicago Blackhawks (6)  | 84 | 39 | 36 | 9  | 254 | 240 | 87  |
| Winnipeg Jets (12)      | 84 | 24 | 51 | 9  | 245 | 344 | 57  |

| Pacific Division            | GP | W  | L  | T  | GF  | GA  | Pts |
| --------------------------- | -- | -- | -- | -- | --- | --- | --- |
| Calgary Flames (3)          | 84 | 42 | 29 | 13 | 302 | 256 | 97  |
| Vancouver Canucks (7)       | 84 | 41 | 40 | 3  | 279 | 276 | 85  |
| San Jose Sharks (8)         | 84 | 33 | 35 | 16 | 252 | 265 | 82  |
| Mighty Ducks of Anaheim (9) | 84 | 33 | 46 | 5  | 229 | 251 | 71  |
| Los Angeles Kings (10)      | 84 | 27 | 45 | 12 | 294 | 322 | 66  |
| Edmonton Oilers (11)        | 84 | 25 | 45 | 14 | 261 | 305 | 64  |

### Beste Scorer
Bester Scorer war Wayne Gretzky, der für seine 130 Punkte mit 92 Vorlagen den Grundstein legte. Der beste Torschütze Pawel Bure traf 60-mal. In Überzahl waren Pawel Bure und Brett Hull mit 25 Toren die Besten, während in Unterzahl Brendan Shanahan mit sieben Treffern erfolgreich war. Shanahan versuchte es mit 397 Schüssen am häufigsten. Mit einem Schnitt von 27,0 landete mehr als jeder fünfte Schuss von Cam Neely im Tor, in nur 49 Spielen traf er 50-mal. Die Plus/Minus-Wertung führte Scott Stevens mit +53 an. Der böse Bube der Saison war Tie Domi mit 347 Strafminuten. Erfolgreichster Verteidiger war Ray Bourque mit 91 Punkten. Al MacInnis erzielte 28 Tore, während Sergei Subow 77 Tore vorbereitete.
Abkürzungen: Sp = Spiele, T = Tore, V = Assists, Pkt = Punkte, +/− = Plus/Minus, SM = Strafminuten; Fett: Turnierbestwert
| Spieler          | Mannschaft   | Sp | T  | V  | Pkt | +/− | SM  |
| ---------------- | ------------ | -- | -- | -- | --- | --- | --- |
| Wayne Gretzky    | Los Angeles  | 81 | 38 | 92 | 130 | −25 | 20  |
| Sergei Fjodorow  | Detroit      | 82 | 56 | 64 | 120 | +48 | 34  |
| Adam Oates       | Boston       | 77 | 32 | 80 | 112 | +10 | 45  |
| Doug Gilmour     | Toronto      | 83 | 27 | 84 | 111 | +25 | 105 |
| Jeremy Roenick   | Chicago      | 84 | 46 | 61 | 107 | +1  | 86  |
| Pawel Bure       | Vancouver    | 74 | 60 | 47 | 107 | +21 | 125 |
| Mark Recchi      | Philadelphia | 84 | 40 | 67 | 107 | −2  | 45  |
| Brendan Shanahan | St. Louis    | 81 | 52 | 50 | 102 | −9  | 211 |
| Dave Andreychuk  | Toronto      | 83 | 53 | 46 | 99  | +22 | 98  |
| Jaromír Jágr     | Pittsburgh   | 80 | 32 | 67 | 99  | +15 | 61  |

### Beste Torhüter
Abkürzungen: GP = Spiele, TOI = Eiszeit (in Minuten), W = Siege, L = Niederlagen, T = Unentschieden, GA = Gegentore, SO = Shutouts, Sv% = gehaltene Schüsse (in %), GAA = Gegentorschnitt; Fett: Saisonbestwert
| Spieler            | Team       | GP | TOI  | W  | L  | T  | GA  | SO | Sv%   | GAA  |
| ------------------ | ---------- | -- | ---- | -- | -- | -- | --- | -- | ----- | ---- |
| Dominik Hašek      | Buffalo    | 58 | 3358 | 30 | 20 | 6  | 109 | 7  | 0,930 | 1,95 |
| Martin Brodeur     | New Jersey | 47 | 2625 | 27 | 11 | 8  | 105 | 3  | 0,915 | 2,40 |
| Patrick Roy        | Montreal   | 68 | 3867 | 35 | 17 | 11 | 161 | 7  | 0,918 | 2,50 |
| John Vanbiesbrouck | Florida    | 57 | 3440 | 21 | 25 | 11 | 145 | 1  | 0,924 | 2,53 |
| Mike Richter       | NY Rangers | 68 | 3710 | 42 | 12 | 6  | 159 | 5  | 0,910 | 2,57 |

### Beste Rookiescorer
Bester Scorer unter den Rookies war Mikael Renberg mit 82 Punkten. Mit 38 Toren war er auch erfolgreichster Torjäger. Alexei Jaschin war mit 49 Vorlagen bester Vorbereiter. Die Plus/Minus-Wertung der Rookies führten mit Dean McAmmond, Jason Bowen, Alexander Karpowzew und Darren McCarty gleich vier Spieler gemeinsam mit +12 an. Der Spieler mit den meisten Strafen unter den Rookies war Vancouvers Shawn Antoski mit 190 Strafminuten.
Abkürzungen: Sp = Spiele, T = Tore, V = Assists, Pkt = Punkte, +/− = Plus/Minus, SM = Strafminuten; Fett: Turnierbestwert
| Spieler          | Mannschaft   | Sp | T  | V  | Pkt | +/− | SM  |
| ---------------- | ------------ | -- | -- | -- | --- | --- | --- |
| Mikael Renberg   | Philadelphia | 83 | 38 | 44 | 82  | +8  | 36  |
| Alexei Jaschin   | Ottawa       | 83 | 30 | 49 | 79  | −49 | 22  |
| Jason Arnott     | Edmonton     | 78 | 33 | 35 | 68  | +1  | 104 |
| Derek Plante     | Buffalo      | 77 | 21 | 35 | 56  | +4  | 24  |
| Bryan Smolinski  | Boston       | 83 | 31 | 20 | 51  | +4  | 82  |
| Alexandre Daigle | Ottawa       | 84 | 20 | 31 | 51  | −45 | 40  |

## Stanley-Cup-Playoffs
|  | Conference-Viertelfinale                              | Conference-Viertelfinale | Conference-Viertelfinale |                    | Conference-Halbfinale | Conference-Halbfinale | Conference-Halbfinale |                  |                     | Conference-Finale | Conference-Finale | Conference-Finale |  |  | Stanley-Cup-Finale | Stanley-Cup-Finale | Stanley-Cup-Finale |
|  |                                                       |                          |                          |                    |                       |                       |                       |                  |                     |                   |                   |                   |  |  |                    |                    |                    |
|  | 1                                                     | New York Rangers         | 4                        |                    | 1                     | New York Rangers      | 4                     |                  |                     |                   |                   |                   |  |  |                    |                    |                    |
|  | 8                                                     | New York Islanders       | 0                        | 7                  | Washington Capitals   | 1                     |                       |                  |                     |                   |                   |                   |  |  |                    |                    |                    |
|  |                                                       |                          |                          |                    |                       |                       |                       |                  |                     |                   |                   |                   |  |  |                    |                    |                    |
|  | 2                                                     | Pittsburgh Penguins      | 2                        | Eastern Conference | Eastern Conference    | Eastern Conference    |                       |                  |                     |                   |                   |                   |  |  |                    |                    |                    |
|  | 2                                                     | Pittsburgh Penguins      | 2                        | Eastern Conference | Eastern Conference    | Eastern Conference    |                       |                  |                     |                   |                   |                   |  |  |                    |                    |                    |
|  | 7                                                     | Washington Capitals      | 4                        |                    |                       |                       |                       |                  |                     |                   |                   |                   |  |  |                    |                    |                    |
|  | 7                                                     | Washington Capitals      | 4                        | 1                  | New York Rangers      | 4                     |                       |                  |                     |                   |                   |                   |  |  |                    |                    |                    |
|  |                                                       |                          |                          | 1                  | New York Rangers      | 4                     |                       |                  |                     |                   |                   |                   |  |  |                    |                    |                    |
|  |                                                       | 3                        | New Jersey Devils        | 3                  |                       |                       |                       |                  |                     |                   |                   |                   |  |  |                    |                    |                    |
|  | 3                                                     | 3                        | New Jersey Devils        | 3                  | New Jersey Devils     | 4                     |                       |                  |                     |                   |                   |                   |  |  |                    |                    |                    |
|  | 3                                                     |                          |                          |                    | New Jersey Devils     | 4                     |                       |                  |                     |                   |                   |                   |  |  |                    |                    |                    |
|  | 6                                                     | Buffalo Sabres           | 3                        |                    |                       |                       |                       |                  |                     |                   |                   |                   |  |  |                    |                    |                    |
|  | 6                                                     | Buffalo Sabres           | 3                        |                    |                       |                       |                       |                  |                     |                   |                   |                   |  |  |                    |                    |                    |
|  |                                                       |                          |                          |                    |                       |                       |                       |                  |                     |                   |                   |                   |  |  |                    |                    |                    |
|  | 4                                                     | Boston Bruins            | 4                        | 3                  | New Jersey Devils     | 4                     |                       |                  |                     |                   |                   |                   |  |  |                    |                    |                    |
|  | 4                                                     | Boston Bruins            | 4                        | 3                  | New Jersey Devils     | 4                     |                       |                  |                     |                   |                   |                   |  |  |                    |                    |                    |
|  | 5                                                     | Canadiens de Montréal    | 3                        | 4                  | Boston Bruins         | 2                     |                       |                  |                     |                   |                   |                   |  |  |                    |                    |                    |
|  | 5                                                     | Canadiens de Montréal    | 3                        | 4                  | Boston Bruins         | 2                     | E1                    | New York Rangers | 4                   |                   |                   |                   |  |  |                    |                    |                    |
|  | (Die Teams werden nach der ersten Runde neu gesetzt.) |                          |                          |                    |                       |                       | E1                    | New York Rangers | 4                   |                   |                   |                   |  |  |                    |                    |                    |
|  |                                                       | W7                       | Vancouver Canucks        | 3                  |                       |                       |                       |                  |                     |                   |                   |                   |  |  |                    |                    |                    |
|  | 1                                                     | W7                       | Vancouver Canucks        | 3                  | Detroit Red Wings     | 3                     |                       | 3                | Toronto Maple Leafs | 4                 |                   |                   |  |  |                    |                    |                    |
|  | 1                                                     |                          |                          |                    | Detroit Red Wings     | 3                     |                       | 3                | Toronto Maple Leafs | 4                 |                   |                   |  |  |                    |                    |                    |
|  | 8                                                     | San Jose Sharks          | 4                        | 8                  | San Jose Sharks       | 3                     |                       |                  |                     |                   |                   |                   |  |  |                    |                    |                    |
|  | 8                                                     | San Jose Sharks          | 4                        | 8                  | San Jose Sharks       | 3                     |                       |                  |                     |                   |                   |                   |  |  |                    |                    |                    |
|  |                                                       |                          |                          |                    |                       |                       |                       |                  |                     |                   |                   |                   |  |  |                    |                    |                    |
|  | 2                                                     | Calgary Flames           | 3                        |                    |                       |                       |                       |                  |                     |                   |                   |                   |  |  |                    |                    |                    |
|  | 2                                                     | Calgary Flames           | 3                        |                    |                       |                       |                       |                  |                     |                   |                   |                   |  |  |                    |                    |                    |
|  | 7                                                     | Vancouver Canucks        | 4                        |                    |                       |                       |                       |                  |                     |                   |                   |                   |  |  |                    |                    |                    |
|  | 7                                                     | Vancouver Canucks        | 4                        | 3                  | Toronto Maple Leafs   | 1                     |                       |                  |                     |                   |                   |                   |  |  |                    |                    |                    |
|  |                                                       |                          |                          | 3                  | Toronto Maple Leafs   | 1                     |                       |                  |                     |                   |                   |                   |  |  |                    |                    |                    |
|  |                                                       | 7                        | Vancouver Canucks        | 4                  |                       |                       |                       |                  |                     |                   |                   |                   |  |  |                    |                    |                    |
|  | 3                                                     | 7                        | Vancouver Canucks        | 4                  | Toronto Maple Leafs   | 4                     |                       |                  |                     |                   |                   |                   |  |  |                    |                    |                    |
|  | 3                                                     |                          |                          |                    | Toronto Maple Leafs   | 4                     |                       |                  |                     |                   |                   |                   |  |  |                    |                    |                    |
|  | 6                                                     | Chicago Blackhawks       | 2                        | Western Conference | Western Conference    | Western Conference    |                       |                  |                     |                   |                   |                   |  |  |                    |                    |                    |
|  | 6                                                     | Chicago Blackhawks       | 2                        | Western Conference | Western Conference    | Western Conference    |                       |                  |                     |                   |                   |                   |  |  |                    |                    |                    |
|  |                                                       |                          |                          |                    |                       |                       |                       |                  |                     |                   |                   |                   |  |  |                    |                    |                    |
|  | 4                                                     | Dallas Stars             | 4                        | 4                  | Dallas Stars          | 1                     |                       |                  |                     |                   |                   |                   |  |  |                    |                    |                    |
|  | 5                                                     | St. Louis Blues          | 0                        | 7                  | Vancouver Canucks     | 4                     |                       |                  |                     |                   |                   |                   |  |  |                    |                    |                    |

## NHL Awards und vergebene Trophäen
- Hauptartikel: NHL Awards 1994

| Auszeichnung                    | Spieler                      | Team              |
| ------------------------------- | ---------------------------- | ----------------- |
| Alka-Seltzer Plus Award:        | Scott Stevens                | New Jersey Devils |
| Art Ross Trophy:                | Wayne Gretzky                | Los Angeles Kings |
| Bill Masterton Memorial Trophy: | Cam Neely                    | Boston Bruins     |
| Calder Memorial Trophy:         | Martin Brodeur               | New Jersey Devils |
| Conn Smythe Trophy:             | Brian Leetch                 | New York Rangers  |
| Frank J. Selke Trophy:          | Sergei Fjodorow              | Detroit Red Wings |
| Hart Memorial Trophy:           | Sergei Fjodorow              | Detroit Red Wings |
| Jack Adams Award:               | Jacques Lemaire              | New Jersey Devils |
| James Norris Memorial Trophy:   | Ray Bourque                  | Boston Bruins     |
| King Clancy Memorial Trophy:    | Adam Graves                  | New York Rangers  |
| Lady Byng Memorial Trophy:      | Wayne Gretzky                | Los Angeles Kings |
| Lester B. Pearson Award:        | Sergei Fjodorow              | Detroit Red Wings |
| Lester Patrick Trophy:          | Wayne Gretzky Robert Ridder  |                   |
| Vezina Trophy:                  | Dominik Hašek                | Buffalo Sabres    |
| William M. Jennings Trophy:     | Dominik Hašek und Grant Fuhr | Buffalo Sabres    |
| Presidents’ Trophy              | Presidents’ Trophy           | New York Rangers  |
| Prince of Wales Trophy          | Prince of Wales Trophy       | New York Rangers  |
| Clarence S. Campbell Bowl       | Clarence S. Campbell Bowl    | Vancouver Canucks |
| Stanley Cup                     | Stanley Cup                  | New York Rangers  |